# Urgleptes recki
Urgleptes recki là một loài bọ cánh cứng trong họ Cerambycidae.